# Milorad B. Protić
Milorad B. Protić (srbsky Милорад Б. Протић; 6. srpna 1911 Bělehrad – 29. října 2001 tamtéž) byl jugoslávský astronom.

## Kariéra
Milorad Protić byl jedním z prvních objevitelů asteroidů v tehdejší Jugoslávii. Kromě planetek objevil i kometu C/1947 Y1. Všech sedm asteroidů, které popsal jako první nesou jména připomínající jeho vlast:
Jménem hlavního města Jugoslávie Bělehradu tak nese planetka (1517) Beograd, zatímco jméno jugoslávského prezidenta Josipa Broze Tita nese asteroid (1550) Tito. Dalšími jsou (1554) Yugoslavia a (1564) Srbija.
Po manželce srbského krále Štěpána II., královně Simonidě, je nazván asteroid (1675) Simonida. Další dva jsou pojmenovány po srbských osobnostech jako je vynálezce Nikola Tesla ((2244) Tesla) a (2348) Michkovitch, podle člena Srbské akademie věd a umění a ředitele Bělehradské astronomického observatoř Vojislava V. Miškoviće (1892–1976).
Na Protićovu počest a za jeho práci v oborech astronomie a nebeské mechaniky byla 30. prosince 2001 pojmenována planetka (22278) Protitch, objevená Henri Debehognem. Jméno Protićova vnuka nese asteroid (1724) Vladimir, který objevil Eugène Joseph Delporte. Asteroid 5397 Vojislava (objevitel Jošiaki Ošima) je pojmenována po jeho dceři (Vojislava Protić–Benišek), která byla během tří období ředitelkou Bělehradské hvězdárny a od roku 1972 Protićovou spolupracovnicí a následovnicí, která pokračovala v otcově práci společně se svým manželem a synem.
| Objevené asteroidy | Objevené asteroidy | Objevené asteroidy |
| ------------------ | ------------------ | ------------------ |
| (1517) Beograd     | 20. března 1938    |                    |
| (1550) Tito        | 29. listopadu 1937 |                    |
| (1554) Yugoslavia  | 6. září 1940       |                    |
| (1564) Srbija      | 15. října 1936     |                    |
| (1675) Simonida    | 20. března 1938    |                    |
| (2244) Tesla       | 22. října 1952     |                    |
| (2348) Michkovitch | 10. ledna 1939     |                    |